# Комбуча
Комбуча (такође позната као чајна гљива или манџуријска гљива када се односи на културу; лат. Medusomyces gisevii) је ферментисани напитак од благо газираног, заслађеног црног чаја. Понекад се овај напитак назива „комбуча чај” како би се разликовао од саме културе бактерија и квасаца. У напитку се често додају сокови, зачини, воће или други ароматизатори.
Сматра се да је комбуча потекла из Кине, где је овај напитак традиционалан. До почетка 20. века, комбуча је стигла у Русију, а затим и у друге делове Источне Европе и Немачке. Данас се комбуча прави у домаћинствима широм света, али и производи и продаје комерцијално. Глобално тржиште комбуче било је вредно око 1,7 милијарди америчких долара до 2019. године.
Многа здравствена својства се приписују конзумирању комбуче, али постоји мало доказа који подржавају ове тврдње. Напитак је изазвао ретке озбиљне нежељене ефекте, који су могући резултат контаминације током припреме код куће. Комбуча се не препоручује за терапеутске сврхе.

## Историја
Комбуча потиче из североисточне Кине, из региона Бохајског мора, око 220. године пре нове ере. Првобитно је била цењена због својих исцелитељских својстава. Њено име се наводно изводи од имена др Комбу, корејског лекара који је довео ферментисани чај у Јапан као лек за цара. Након тога, чај је доведен у Европу као резултат ширења трговачких рута почетком 20. века, првенствено се појављујући у Русији и Немачкој. Упркос паду међународне популарности током Другог светског рата због недостатака чаја и шећера, комбуча је поново стекла популарност након студије из 1960-их у Швајцарској која је упоређивала њене здравствене користи са јогуртом.
Комбуча је највише задобила на популарности на домаћим тржиштима током 1990-их. Сандор Кац, водећи стручњак за ферментацију и аутор књиге The Art of Fermentation, приметио је да је почетна популарност делимично била резултат тога што су потрошачи веровали да је овај напитак моћна помоћ за озбиљне медицинске проблеме. Кац је објаснио: „Први пут сам пробао комбучу око 1994. године, када је мој пријатељ који је имао сиду почео да је прави и пије као здравствену праксу. Представљана је као генерални стимулатор имунолошког система, иако су тврдње о користима комбуче биле изузетно различите и широке.”
Стекла је популарност у Сједињеним Америчким Државама почетком 21. века. Са садржајем алкохола испод 0,5%, не подлеже федералној регулацији у Сједињених Држава.
Пре 2015. године, неке комерцијално доступне марке комбуче садржале су алкохол у концентрацији која је прелазила овај праг, што је довело до развоја нових метода тестирања. Уз растућу популарност у развијеним земљама почетком 21. века, продаја комбуче је порасла након што је промовисана као алтернатива пиву и другим алкохолним напитцима у ресторанима и пабовима.
Очекује се да ће комбуча достигнути глобалну тржишну вредност од 9,7 милијарди долара до 2030. године.

## Етимологија и терминологија
Етимологија речи „комбуча” није сигурна, али се верује да је то погрешно примењена позајмљеница из јапанског језика. Говорници енглеског језика су можда помешали јапанску реч konbucha са kōcha kinoko (紅茶キノコ, „чајна гљива”), која је постала популарна око 1975. године.
У јапанском језику, појам konbu-cha (昆布茶, „чај од ламинаре”) односи се на чај припремљен од конбуа (јестиве ламинаре из породице Laminariaceae) и потпуно је различит напитак од ферментисаног чаја који се обично повезује са комбучом у другим деловима света.
Речник Merriam-Webster сугерише да је енглеска реч kombucha настала погрешном применом јапанских речи као што су konbucha, kobucha, konbu + cha за реч „чај”. Речник Америчке баштине напомиње да би термин могао бити настојање да се описује веровање да желатинска маса комбуче подсећа на морску траву.
Прва позната употреба термина у енглеском језику за опис „желатинске масе симбиотских бактерија (као што је Acetobacter xylinum) и квасаца (као што су родови Brettanomyces и Saccharomyces) која се развија да би произвела ферментисани напитак који се сматра да има здравствене користи” била је 1944. године.

## Састав и својства

### Биолошки састав
Култура комбуче је симбиотска култура бактерија и квасаца, слична мајци сирћета, која садржи један или више врста бактерија и квасаца, а који формирају биофилм познат као „мајка”. Пријављено је да у култури комбуче постоји широк спектар врста квасаца из неколико родова, укључујући врсте Zygosaccharomyces, Candida, Kloeckera/Hanseniaspora, Torulaspora, Pichia, Brettanomyces/Dekkera, Saccharomyces, Lachancea, Saccharomycoides, Schizosaccharomyces, Kluyveromyces, Starmera, Eremothecium, Merimbla, Sugiyamaella.
Бактеријска компонента комбуче обухвата неколико врста, а готово увек укључује бактерију сирћетне киселине Komagataeibacter xylinus (раније познату као Gluconacetobacter xylinus), која ферментира алкохоле које производе квасци у сирћетну и друге киселине, повећавајући киселост и ограничавајући садржај етанола. Популација бактерија и квасаца које производе сирћетну киселину пријављена је да расте током првих 4 дана ферментације, да би се касније смањила. K. xylinus производи бактеријску целулозу, која се сматра одговорном за већину или сву физичку структуру „мајке”, која је можда била селективно подстицањена током времена за чвршће (гушће) и отпорније културе од стране пивара. Највиша разноликост бактерија у комбучи откривена је 7. дана ферментације, с тим да је разноликост била мања у самој култури бактерија и квасаца. Acetobacteraceae доминирају са 88 процената бактеријске заједнице у култури комбуче. Сирћетне киселине бактерија у комбучи су аеробне, што значи да за свој раст и активност захтевају кисеоник. Због тога, бактерије прво мигрирају и скупљају се на површини са ваздухом, након чега отпуштају бактеријску целулозу око 2. дана.

### Хемијски састав
Комбуча се припрема додавањем културе комбуче у смесу чаја са шећером. Шећер служи као нутријент који омогућава раст бактерија у чају. Сукроза се биохемијски претвара у фруктозу и глукозу, а ове у глуконску киселину и сирћетну киселину. Поред тога, комбуча садржи ензиме и аминокиселине, полифеноле и разне друге органске киселине које се разликују у зависности од припреме.
Други специфични састојци укључују етанол, глукуронску киселину, глицерол, млечну киселину и усниску киселину (хепатотоксин).
Садржај алкохола у комбучи обично је мањи од 0,5%, али се повећава са продуженим временом ферментације. Концентрација етанола прво расте, али потом почиње да опада када бактерије сирћетне киселине производе сирћетну киселину. Прекомерна ферментација генерише велике количине киселина сличних сирћету. pH пића обично је око 3,5.

### Нутритивни садржај
Комбуча садржи 95% воде, 4% угљених хидрата и витамин Б, као што су тиамин, рибофлавин, ниацин и витамин Б6.

## Производња
Комбуча се може припремати код куће или комерцијално. Припрема се тако што се шећер раствара у врелој води. Листови чаја се затим потопе у врелу заслађену воду и након тога се уклањају. Заслађени чај се охлади, а затим се додаје култура бактерија и квасаца. Смеса се затим прелива у стерилисану чашу, заједно са раније ферментираним чајем од комбуче како би се смањиола pH вредност. Ова техника је позната као backslopping. Посуда се покрива папирним убрусом или тканином како би се спречио контакт са инсектима, попут мува, који могу контаминирати комбучу.
Чај се оставља да ферментира у периоду од 10 до 14 дана на собној температури (18 °C до 26 °C). Нова култура ће се формирати на површини чаја до пречника посуде. Након завршетка ферментације, култура се уклања и чува заједно са малом количином новоферментисаног чаја. Остала комбуча се прелива кроз цедиљку и флашира се за секундарну ферментацију која траје неколико дана, или се чува на температури од 4 °C.
Комерцијално пакована комбуча постала је доступна крајем 1990-их. 2010. године, утврђени су повишени нивои алкохола у многим паковањима комбуче, што је довело до тога да су продајни ланци, укључујући Whole Foods, привремено повукли ове напитке са полица. У одговору на то, добављачи комбуче су променили своје формуле како би смањили нивое алкохола.
До 2014. године, продаја паковане комбуче у Сједињеним Америчким Државама износила је 400 милиона долара, од чега је 350 милиона долара припадало компанији Millennium Products, Inc. Те године, неколико компанија које производе и продају комбучу формирало је трговинску организацију Kombucha Brewers International. 2016. године, PepsiCo је купио произвођача комбуче KeVita за приближно 200 милиона долара. У САД, продаја комбуче и других ферментираних напитака порасла је за 37 одсто у 2017. години. Пиваре као што су Full Sail Brewing Company и Molson Coors Beverage Company производе комбучу самостално или преко својих подружница.
До 2021. године, овај напитак је постао популаран у Индији, делом због свог успеха на западним тржиштима.
Неколико комерцијалних произвођача комбуче продаје оно што називају „тврда комбуча”, која има алкохолни садржај већи од 5 процената.

## Здравствене тврдње
Комбуча се промовише са многим тврдњама о здравственим користима, од ублажавања хемороида до борбе против рака. Иако људи могу пити комбучу због таквих наводних здравствених ефеката (који се приписују првенствено заштитном утицају чаја, као и продуктима ферментације као што су глукуронска киселина, сирћетна киселина, полифеноли, феноли и витамини Б комплекса као што је фолна киселина), не постоји клинички доказ да она пружа било какву корист. У прегледу из 2003. године, лекар Едзард Ернст је комбучу оценио као „екстреман пример” неконвенционалних лекова због разлике између невероватних, широко распрострањених здравствених тврдњи и потенцијалних ризика од производа. Закључено је да предложене, неподтврђене терапеутске тврдње не превазилазе познате ризике, те да комбучу не треба препоручивати за терапеутску употребу, јер припада категорији лекова који „наводно помажу само онима који их продају”.

### Нежељени ефекти
Извештаји о нежељеним ефектима који су повезани са конзумирањем комбуче су ретки, али могу бити недовољно пријављени, према прегледу из 2003. године. Америчко друштво за рак је 2009. године изјавило да „озбиљни нежељени ефекти и повремена смрт били су повезани са конзумирањем чаја од комбуче”. Пошто је комбуча често домаћа ферментација, треба бити опрезан јер патогени микроорганизми могу контаминирати чај током припреме.
Нежељени ефекти повезани са конзумирањем комбуче могу укључивати тешку бубрежну и јетрену токсичност као и метаболичку ацидозу.
Неке нежељене здравствене последице могу произаћи из киселости чаја која изазива ацидозу, а пиварима се саветује да избегавају прекомерну ферментацију. Други нежељени ефекти могу бити резултат бактеријске или гљивичне контаминације током процеса припреме. Нека истраживања су пронашла хепатотоксин усниску киселину у комбучи, иако није познато да ли су случајеви оштећења јетре резултат усниске киселине или неке друге токсичне супстанце.
Пиће комбуче може бити штетно за људе са већ постојећим болестима. Због свог микробног порекла и могуће нестерилне амбалаже, комбуча није препоручљива за особе са ослабљеним имунитетом, труднице или дојиље, као и за децу млађу од 4 године. Она може угрожавати имунолошке одговоре или киселост стомака у овим осетљивим популацијама. Постоје одређени лекови које не треба узимати са комбучом због малог процента алкохола у напитку.
Преглед из 2019. године навео је бројне потенцијалне здравствене ризике, али је напоменуо да се „комбуча не сматра штетном ако се конзумира око 120 мл дневно од стране здравих људи. Потенцијални ризици су повезани са ниским pH вредношћу напитка који може исцурити теже метале из посуда, прекомерном конзумацијом веома киселе комбуче или конзумацијом од стране људи са већ постојећим здравственим проблемима.”

### Кофеин
Комбуча садржи малу количину кофеина, углавном због чаја који се користи у њеној припреми. Тачна количина кофеина може варирати у зависности од врсте чаја који се користи (црни, зелени, итд.) и процеса ферментације. Обично комбуча садржи мање кофеина од обичне шољице чаја или кафе, али и даље може имати приметну количину у зависности од тога колико дуго се ферментира.

## Друге употребе
Култура комбуче, када се осуши, постаје материјал сличан кожи познат као микробиолошка целулоза, која се може обликовати на различите начине како би се створила бесшивена одећа. Користећи различите медије као што су кафа, црни чај и зелени чај за раст културе комбуче, добијају се различите боје текстила, иако текстил такође може бити обојен другим биљним бојама. Различити медији за раст и боје такође мењају осећај и текстуру текстила. Поред тога, сама култура преостала од камбуче се може осушити и јести као слатка или слана ужина.